# Aleksandyr Stambolijski
Aleksandyr Stoimenow Stambolijski (bułg. Александър Стоименов Стамболийски; ur. 13 marca 1879 we wsi Sławowica w obwodzie Pazardżik, zm. 14 czerwca 1923 tamże) – bułgarski polityk, lider i ideolog Bułgarskiego Ludowego Związku Chłopskiego, deputowany do Zwyczajnego Zgromadzenia Narodowego 14. (1908–1911), 16. (1913), 17. (1914–1915), 18. (1919–1920), 19. (1920–1923) i 20. kadencji (1923) oraz 5. kadencji Wielkiego Zgromadzenia Narodowego (1911), minister budynków publicznych, dróg i zagospodarowania (1919), wojny (1919–1921) oraz spraw zagranicznych i wyznań wiary (1921–1923), premier Carstwa Bułgarii (1919–1923). Orędownik sprawy chłopskiej, twórca reformy rolnej i reformy podatkowej. Utracił władzę w wyniku wojskowego zamachu stanu 9 czerwca 1923, zaś pięć dni później został brutalnie zamordowany przez bojowników WMRO.

## Życiorys

### Wykształcenie
Podstawową edukację zdobył w szkole rolniczej w Sadowie (1893–1895), następnie kształcił się w szkole winogrodniczo-winiarskiej w Plewenie (1895–1897), gdzie był uczniem Janka Zabunowa, ideologa i organizatora ruchu chłopskiego w Bułgarii. W 1899 po raz pierwszy zetknął się z polityką, uczestnicząc w zebraniu założycielskim Bułgarskiego Związku Chłopskiego. Przez krótki okres pracował jako nauczyciel w Wetrenie, po czym wyjechał do Niemiec, by studiować filozofię w Halle i agronomię w Monachium. Z powodu choroby zmuszony był zakończyć studia przed uzyskaniem dyplomu.

### Początek kariery politycznej
Po powrocie do ojczyzny zajął się polityką, organizując i rozwijając ruch ludowy. Wkrótce został redaktorem naczelnym gazety „Земеделско знаме” (w tłum. „Rolniczy Sztandar”) będącej organem prasowym Bułgarskiego Ludowego Związku Chłopskiego (BLZCh), a w 1908 objął funkcję głównego sekretarza partii. Był twórcą ideologii partyjnej, którą w 1909 opisał w książce Политически партии или съсловни организации (w tłum. Partie polityczne albo organizacje klasowe). Dzięki jego aktywności politycznej BLZCh przekształcił się w masową organizację broniącą interesów ludności wiejskiej.
W 1908 po raz pierwszy został wybrany do Zgromadzenia Narodowego. Jako poseł był przeciwny zmianom w Konstytucji Tyrnowskiej umacniającym pozycję cara Ferdynanda I. Po wybuchu I wojny światowej zdecydowanie opowiedział się za neutralnością Carstwa Bułgarii. Z powodu swojej antywojennej postawy w 1915 został usunięty z parlamentu, a następnie skazany na dożywotnie więzienie. W końcu września 1918, po klęsce wojsk bułgarskich w bitwie pod Dobrym Polem i wybuchu buntu żołnierzy, wyszedł na wolność i jako wysłannik rządu udał się na pertraktacje z rebeliantami. Pod wpływem swojego współpracownika, Rajka Daskałowa, zrezygnował z misji i przystąpił do buntowników, stając nawet na ich czele i proklamując w Radomirze powstanie tzw. Republiki Radomirskiej. Po stłumieniu rebelii ukrywał się do czasu ogłoszenia przez rząd amnestii w grudniu 1918. Następnie powrócił do stolicy i na nowo zaangażował się w politykę.

### Na stanowisku ministra i premiera kraju
W styczniu 1919 wszedł w skład koalicyjnego gabinetu rządowego Teodora Teodorowa, obejmując urząd ministra budynków publicznych, dróg i zagospodarowania. Jako członek rządu wziął udział w negocjacjach z państwami Ententy na temat warunków pokojowych. Po rezygnacji premiera, który odmówił zaakceptowania wyjątkowo ciężkich dla Bułgarii postanowień traktatu z Neuilly-sur-Seine, Stambolijski stanął na czele gabinetu i podpisał dokument.
W wyborach do Zwyczajnego Zgromadzenia Narodowego 19. kadencji (kwiecień 1920) ludowcy zdobyli większość mandatów deputowanych. Zwycięstwo to pozwoliło Stambolijskiemu na rekonstrukcję rządu i obsadę wszystkich stanowisk ministerialnych działaczami BLZCh. Sam lider partii pełnił funkcję premiera oraz ministra wojny (do 1921), a potem spraw zagranicznych i wyznań wiary (1921–1923). Pierwszym zadaniem, z jakim musiał uporać się nowy rząd, było wyprowadzenie Carstwa Bułgarii z powojennej izolacji na arenie międzynarodowej. W tym celu Stambolijski rozwinął aktywną działalność dyplomatyczną, m.in. poprzez przyłączenie kraju do Ligi Narodów (grudzień 1920) i nawiązanie przyjaznych stosunków z Jugosławią. To ostatnie kosztowało go utratę poparcia ze strony Bułgarów zamieszkujących Macedonię, którzy ogłosili go zdrajcą.
W celu ożywienia zrujnowanej wojną gospodarki narodowej gabinet Stambolijskiego przeprowadził szereg radykalnych i nierzadko kontrowersyjnych reform opartych na doktrynie agraryzmu i teorii klasowej. Próbując rozwiązać problem licznych chłopów bezrolnych oraz uchodźców z ziem utraconych przez Carstwo Bułgarii, rząd ograniczył maksymalną powierzchnię gruntów rolnych, jaka mogła przypadać na jedną rodzinę, do 30 hektarów, przeprowadził nacjonalizację części gruntów klasztornych i utworzył specjalny fundusz ziemski. Ponadto przyjął uchwałę o wywłaszczeniu nieruchomości na rzecz potrzeb społecznych ludności, uregulował wysokość czynszów, wprowadził podatek dochodowy i obowiązkowy czyn społeczny dla młodzieży i osób w wieku produkcyjnym, a także zreformował zasady pisowni. Władza objęła szczególną troską ludność obszarów wiejskich. We wsiach zaczęły powstawać placówki kulturalne, biblioteki i czytelnie.
Polityka Stambolijskiego postawiła ludność wiejską w pozycji uprzywilejowanej w stosunku do mieszczaństwa, zwłaszcza jego bogatszej części, co prowadziło do rosnącego niezadowolenia tych ostatnich. Jednocześnie rząd, przekonany o swej silnej pozycji, coraz częściej ignorował zasady demokracji przybierając charakter reżimu autorytarnego. Postępowanie władzy prowadziło do jednoczenia się opozycji, którego przejawem było powstanie ponadpartyjnego Porozumienia Narodowego (1921) oraz Bloku Konstytucyjnego (1922). W odpowiedzi Stambolijski rozpisał ogólnonarodowe referendum odnośnie do postawienia przed sądem opozycyjnych polityków winnych klęski Carstwa Bułgarii w I wojnie światowej. Poparcie dla sprawy udzielone przez prawie 70% głosujących jeszcze bardziej utwierdziło premiera w przekonaniu o swej sile. Wkrótce potem wydał on nakaz aresztowania liderów Bloku Konstytucyjnego, zaś w celu rozprawy z opozycją, zwłaszcza komunistyczną, powołał specjalne oddziały bojówek, tzw. Pomarańczową Gwardię.
Zwycięskie dla BLZCh (86% mandatów) wybory parlamentarne w kwietniu 1923 stały się jasnym sygnałem dla bułgarskich intelektualistów, wojskowych i burżuazji, że ludowcy mogą zostać odsunięci od sprawowania władzy tylko metodą siłową. W nocy z 8 na 9 czerwca 1923 Związek Wojskowy zrzeszający oficerów zorganizował przy pomocy sofijskiego garnizonu oraz kadetów ze stołecznej Uczelni Wojskowej zamach stanu. Przejęcie władzy w stolicy kraju oraz w większości miast nastąpiło szybko, jednak we wsiach w obwodach Plewen, Szumen i Pazardżik zwolennicy BLZCh zorganizowali zbrojny opór przeciwko wojsku. W ciągu kilku dni armia krwawo stłumiła rewoltę. Stambolijski został osaczony w swej rodzinnej wsi, a następnie zamordowany w wyjątkowo bestialski sposób przez oprawców z WMRO. Razem z nim zginął jego brat, Wasyl.
Po utracie swego przewodniczącego i ideologa BLZCh rozpadł się na kilka mniejszych ugrupowań i na wiele lat utracił znaczenie na scenie politycznej kraju.
Obecnie jedna z głównych ulic Sofii, a także ulice, dzielnice, placówki oświatowe itp. w wielu innych miastach Bułgarii noszą nazwę „Aleksandyr Stambolijski”, na cześć najwybitniejszego lidera bułgarskiego ruchu ludowego.

### Życie prywatne
Aleksandyr Stambolijski był żonaty od 1900 z Mileną Drenkową, z którą miał syna i córkę.

## Funkcje sprawowane przez Stambolijskiego w Radzie Ministrów
Aleksandyr Stambolijski zajmował następujące stanowiska w rządach Carstwa Bułgarii (w porządku chronologicznym):
- w pierwszym rządzie Teodora Teodorowa
  - minister budynków publicznych, dróg i zagospodarowania (23 stycznia 1919 – 7 maja 1919)
- w drugim rządzie Teodora Teodorowa
  - minister budynków publicznych, dróg i zagospodarowania (7 maja 1919 – 6 października 1919)
- w swoim rządzie
  - premier (6 października 1919 – 9 czerwca 1923)
  - minister wojny (6 października 1919 – 24 czerwca 1921)
  - tymczasowo na czele Ministerstwa Budynków Publicznych, Dróg i Zagospodarowania (6 października 1919 – 21 lutego 1920)
  - tymczasowo na czele Ministerstwa Spraw Zagranicznych i Wyznań Wiary (16 kwietnia 1920 – 24 czerwca 1921)
  - minister spraw zagranicznych i wyznań wiary (24 czerwca 1921 – 9 czerwca 1923)
  - tymczasowo na czele Ministerstwa Wojny (24 października 1921 – 9 listopada 1921 i 9 lutego 1923 – 12 marca 1923)
  - tymczasowo na czele Ministerstwa Handlu, Przemysłu i Pracy (14 marca 1923 – 9 maja 1923)